# Stéphane Ferrara
Stéphane Ferrara (ur. 25 grudnia 1956 w Paryżu) – francuski bokser, aktor, reżyser i scenarzysta włoskiego pochodzenia.

## Życiorys
W 1982 po pokonaniu Jacques'a Chinona zdobył tytuł mistrza Francji w wadze średniej. Został nr 1 challenge'u do tytułu europejskiego, ale 5 sierpnia 1983 został pokonany przez Ludwika Acarisa. Wycofał się z ringu po roku. Jego rekord to 22 zwycięstwa wobec dwóch porażek i dwóch remisów.
Pojawił się jako bokser w komedii Gérarda Oury As nad asy (L'as des as, 1982) z Jeanem-Paulem Belmondo i Marie-France Pisier oraz melodramacie biograficznym Claude’a Leloucha Edith i Marcel (Édith et Marcel, 1983) z Jacques Villeret i Francisem Husterem. W dramacie kryminalnym Jeana-Luca Godarda Detektyw (Détective, 1985) z Nathalie Baye, Johnnym Hallydayem, Emmanuelle Seigner i Julie Delpy wystąpił jako Tiger Jones. W 1987 roku wziął udział w sesji zdjęciowej dla Bruce'a Webera. We włoskim dramacie erotycznym Tinto Brassa Papryka (Paprika, 1991) z Deborą Caprioglio zagrał postać Rocco. Znalazł się też w obsadzie filmu telewizyjnego Roger Vadim Safari (1991).
Wyreżyserował filmy: krótkometrażowy Jak wieje wiatr (Ainsi va le vent, 2003), Monte tes mains... Amore mio 2005) oraz dokumentalne - Marzenia o medalu (Centaine d'Euros Baby, 2007) i Rêves de médailles (2009).

## Filmografia

### Filmy fabularne
- 1982: As nad asy (L'as des as) jako bokser
- 1983: Edith i Marcel (Édith et Marcel) jako bokser
- 1983: Outsider (Le Marginal) jako indyjski zabójca
- 1985: Słowo gliny (Parole de flic) jako Abel Salem
- 1985: Telefon zawsze dzwoni dwa razy (The Telephone Always Rings Twice)
- 1985: Detektyw (Détective) jako Tiger Jones
- 1985: Kowboj (Le cowboy) jako Chino
- 1986: Noc ryzyka (La nuit du risque) jako Stéphane Carnato
- 1987: Pocałunek tygrysa (Der Kuß des Tigers) jako Peter
- 1987: Moja piękna miłość, moje łzy (Mon bel amour, ma déchirure) jako Patrick
- 1988: Domino jako Paul Du Lac
- 1990: Skarb wyspy suk (Le Trésor des îles Chiennes) jako Ponthans
- 1991: Papryka (Paprika) jako Rocco
- 1991: Ślady na Księżycu (Passi sulla luna)
- 1992: Saint Tropez, Saint Tropez jako Luigi
- 1994: Marie jako Paulo
- 1995: Wykaz pisemny (État des lieux) jako
- 1995: Nędznicy (Les Misérables) jako policjant
- 1995: Inner City jako Uzi
- 2002: A Teraz... Panie i Panowie (And Now... Ladies and Gentlemen) jako bokser Sam Hernandez
- 2002: Kod (The Code) jako Prosper
- 2003: Sprzedany (Vendues) jako Ravanell
- 2004: Aleksander (Alexander) jako bartryjski dowódca

### Filmy telewizyjne
- 1987: Nieudane poszukiwania (Vaines recherches) jako Charles
- 1991: Safari
- 1991: Lola i kilka innych' (Lola et quelques autres) jako amant Lili

### Seriale telewizyjne
- 1987: Rozrzutny (Lo scialo) jako Adamo
- 1989: Rozpaczliwa Julia (Disperatamente Giulia) jako Leo Rovelli
- 1991: Navarro jako Théo Falcone
- 1995: Rocca jako Arturo
- 1995: Nestor Burma jako Germinal
- 1999: Les Cordier, juge et flic (Cordier, sędzia i policjant) jako Mario Moretti
- 2006: Komisarz Moulin (Commissaire Moulin) jako Franck Leoni

### Filmy krótkometrażowe
- 1997: Question d'honneur
- 2001: Le bifteck
- 2005: Crochet au coeur